# Engelhardia apoensis
Engelhardia apoensis är en valnötsväxtart som beskrevs av Adolph Daniel Edward Elmer. Engelhardia apoensis ingår i släktet Engelhardia och familjen valnötsväxter. Inga underarter finns listade i Catalogue of Life.